# Johan Bravo
Johan (Josva) Bravo (3. september 1797 i Altona – 29. april 1876 i Rom) var en dansk maler og konsul.
Bravo var født i Altona af jødiske forældre, forstander for den portugisiske, jødiske menighed Israel Bravo (1759-1824) og NN og uddannede sig ved Kunstakademiet i København til maler 1816-18, og efter at have hugget sig møjsommelig igennem i nogle år lykkedes det ham 1827 at komme til Rom, hvor han dog snart opgav malerkunsten for ganske at hellige sig praktiske forretninger. En lille formue satte ham i stand til dette. Hans sidste større bidrag til kunsten var nogle italienske landskaber (1831–32), som han hjemsendte til Charlottenborg. I Rom var han en central deltager i kunstnerlivet og dannede et firkløver sammen med Ditlev Blunck, Ernst Meyer og Friedrich Thøming. Både i akademitiden og senere var Bravo desuden tæt knyttet til en anden slesvigholstener, H.W. Bissen.
Han modtog fra 1838 et årligt honorar fra den danske stat som vejleder for danske rejsende i Rom, og Bravos tjenstvillighed og evne til at gøre sig yndet skaffede ham en fast ansættelse som kunstagent (1843) med forpligtelse til at give kunstmeddelelser til Akademiet. Ved den gode hjælp, han ydede ved hjemsendelsen af Bertel Thorvaldsens arbejder, hvor han selv selv var med på fregatten Thetis 1842, opnåede han at blive dansk konsul i Rom (1847) og senere 1855 svensk-norsk konsul, i hvilken stilling han tit var en virkelig støtte for kunstnerne. Han var medlem bestyrelsen og formand for for Skandinavisk Forening fra 1860. Johan Bravo blev Ridder af Dannebrogordenen 1845, Dannebrogsmand 1851, Kommandør af 2. grad 1872 og etatsråd 1866 og døde ugift 29. april 1876 i Rom, hvor han er begravet på den protestantiske kirkegård.

## Gengivelser
- Tegning af Ditlev Blunck, 1818 (Statens Museum for Kunst)
- Tegning af H.W. Bissen, 1821
- Afbildet på tegning af Blunck af danske kunstnere i Rom, 1836 (Thorvaldsens Museum)
- Tegning af Constantin Hansen af danske i Rom, 1842 (Nysø)
- Buste af H.W. Bissen, 1861 (Statens Museum for Kunst)
- Tegning af Wilhelm Marstrand
- Fotografi (1863, Det Kongelige Bibliotek)